# Берёзовка (Красноградский район)
Берёзовка (укр. Березівка) — село, Сосновский сельский совет, Красноградский район, Харьковская область, Украина.
Код КОАТУУ — 6323386002. Население по переписи 2001 года составляет 564 (263/301 м/ж) человека.

## Географическое положение
Село Березовка находится на левом берегу реки Берестовая, выше по течению на расстоянии в 3 км расположено село Власовка (Кегичевский район), ниже по течению на расстоянии в 1 км расположено село Сосновка, на противоположном берегу расположено село Дьячковка (Нововодолажский район).

## История
- 1910 — дата основания[источник не указан 1058 дней].

## Объекты социальной сферы
- Школа.